# Растягаево
Растягаево — деревня в Пермском районе Пермского края. Входит в состав Заболотского сельского поселения.

## Географическое положение
Расположена в нижнем течении реки Серяк примерно в 1 км к северу от административного центра поселения, деревни Горшки, и в 42 км к юго-западу от центра города Перми.

## Население
| 2010 |
| ---- |
| 158  |

## Улицы[2]
- Заречная ул.
- Лесная ул.
- Мира ул.
- Молодёжная ул.
- Новая ул.

## Топографические карты
- Лист карты O-40-76 Юго-камский. Масштаб: 1 : 100 000. Состояние местности на 1983 год. Издание 1984 г.